# Simple Green
Simple Green ist ein Markenname, unter dem die Firma Sunshine Makers Inc. seit 1972 konzentrierte Reiniger und Entfetter produziert und weltweit vertreibt.
Simple Green war auch der Name des ersten Produktes, das ursprünglich für die Lebensmittelindustrie entwickelt wurde. Es wurde als umweltfreundlich, nicht giftig und biologisch abbaubar beworben. In den 2000er Jahren wurde der Inhaltsstoff Ethylenglycolmonobutylether (2-Butoxyethanol) kritischer betrachtet, der zu unter 5 % enthalten ist.

## Einsatz in den USA
Simple Green ist in den USA von der Environmental Protection Agency (EPA) seit 1990 im  „National Contingency Plan“ als Reiniger zur Beseitigung von Ölverschmutzungen geführt. Untersuchungen der EPA mit Menidia beryllina (Neuweltliche Ährenfische) und Mysidopsis bahia in einem Öl-Wasser Gemisch und einem Öl-Wasser Gemisch mit 10 % Simple Green haben gezeigt, dass die Überlebensrate in dem Gemisch mit Simple Green (LC50 8.30ppm-96hrs and 4.40ppm-48hrs) höher ist als in dem Gemisch ohne Simple Green (LC50 6.50-96hrs and 3.70ppm-48hrs).
Simple Green wurde außerdem bei der Bioremediation von verunreinigten Böden verwendet.

## Simple Green in Europa
Simple Green wird weltweit vertrieben und lokale Distributoren übernehmen den Vertrieb in Europa.
Während Simple Green in den USA besonders für Privatkunden angeboten wird, ist dieser Markt in Europa  nicht flächendeckend erschlossen.
Die Extreme Simple Green Produktreihe ist für industrielle Anwendungen entwickelt worden.